# Moulins (Allier)
Moulins is een stad en gemeente in Frankrijk. Het is de hoofdstad (prefectuur) van het departement Allier. Moulins telde op 1 januari 2022 19.344 inwoners.

## Geschiedenis

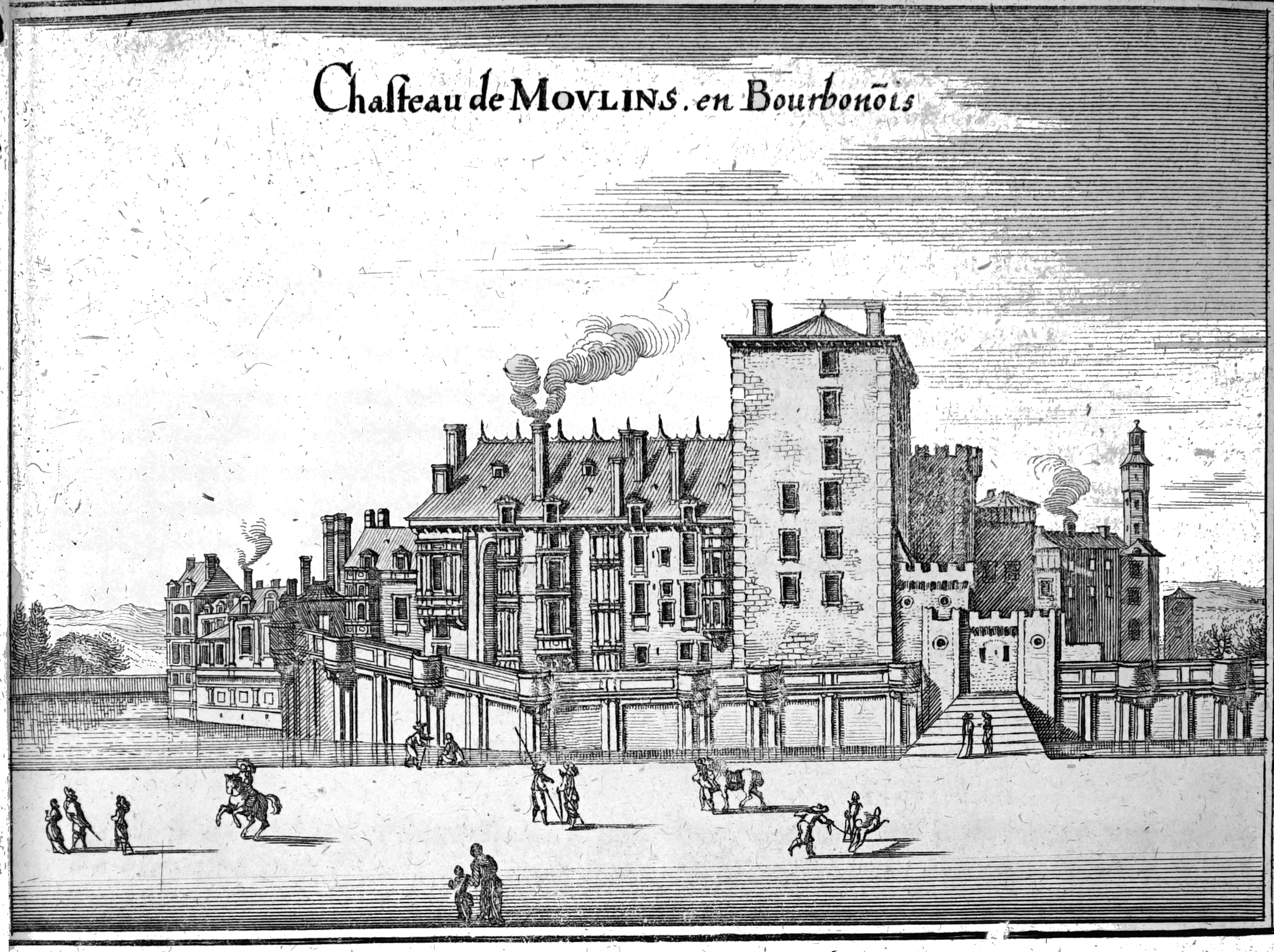
Het kasteel van Moulins (1656)

De stad, die zeker niet eerder dan in de 10e eeuw is ontstaan, dankt haar naam aan de talrijke watermolens op de Allier, die al in de middeleeuwen aanwezig waren. Tot omstreeks 1300 lag het economisch zwaartepunt in Yzeure, dat nu een stadswijk 2 km ten oosten van het centrum is. Door de rivierhandel ontstond daarna de huidige stad aan de rivier.
Moulins was lange tijd de residentie van de hertogen van Bourbon. De 15e eeuw was een bloeitijd voor de stad. Op uitnodiging van de hertogen kwamen er destijds beroemde kunstenaars naar de stad, waaronder de "Meester van Moulins". 
Met name Jan II van Bourbon, bijgenaamd de Goede liet in de tweede helft van de 15e eeuw veel belangrijke gebouwen in Moulins stichten. Hij was ook opdrachtgever voor het maken van veel kunst uit die tijd.  In 1523 verraadde Karel III van Bourbon, die acht jaar eerder wegens dapperheid in de oorlog nog tot Connétable van Frankrijk was verheven, koning Frans I van Frankrijk aan keizer Karel V. Dit leidde ertoe dat zijn bezittingen, waaronder Moulins, aan de Franse kroon vervielen (1531). Moulins was nu geen hoofdstad van een hertogdom meer en verloor aan belang. In 1551 werd de stad wel zetel van een rechtbank (présidial). 
In 1562, aan het begin van de Hugenotenoorlogen, trachtten de protestanten tevergeefs Moulins in te nemen. In  februari 1566 werd in de stad een edict uitgevaardigd, waarin regelingen rondom koninklijke domeinen in Frankrijk werden vastgesteld. In de 17e eeuw werd de katholiek gebleven stad zetel van tal van kloosters. Ook trad economische bloei op. Er was nog scheepvaart op de Allier mogelijk, en in de stad werkten een aantal goede smeden, die harnassen en messen maakten.
Hinderlijk was, dat de tamelijk wild stromende Allier steeds weer te sterk bleek voor de bij de stad gebouwde bruggen. Pas in 1763 is er een echt solide brug over de rivier gereed gekomen, de Pont Régemortes.
De Franse Revolutie was vroeg en hevig in Moulins. De Jacobijnen hadden er al vroeg veel aanhang. Op Oudjaarsdag 1793 werden er 32 mensen met behulp van de guillotine terechtgesteld. Ook werden veel kerkklokken geroofd. Moulins werd de prefectuur van het arrondissement Allier ten koste van de steden Vichy en Montluçon. Dit maakte de stad een bestuurlijk en gerechtelijk centrum. Moulins werd ook de zetel van het consitutionele bisdom Allier. Dit werd in 1801 afgeschaft en pas in 1822 werd Moulins opnieuw een bisschopszetel, van het nieuwe bisdom Moulins.
De rivier de Allier trad in het verleden diverse keren buiten haar oevers. De zwaarste overstromingen, waarvan berichten bewaard zijn gebleven,  hadden plaats in 1790 en 1866.
In 1859 kreeg de stad aansluiting op het spoorwegnet. Toen werd ook de Pont Noir (spoorbrug) over de Allier gelegd. Het spoorlijntje over deze brug werd in 1980 opgeheven. Over de brug lopen tegenwoordig waterleiding- en rioolbuizen. In 2020 werd de brug omgebouwd tot fietsers- en voetgangersbrug.
Op 3 februari 1918, tijdens de Eerste Wereldoorlog, ontplofte in de stad een munitiedepot. Daarbij vielen tientallen doden. De materiële schade was enorm. In de Tweede Wereldoorlog werd de stad in juni 1940 door de Duitsers bezet. In de jaren daarna was de stad grenspost tussen de bezette zone van Frankrijk en Vichy-Frankrijk. De grens liep door de rivier. In september 1944 werd Moulins, na eerdere mislukte acties door de Résistance de maand daarvoor, tot grote vreugde van de bevolking bevrijd.
In de jaren 1980 verdwenen de grotere industrieën voorgoed uit de stad. De dienstensector werd belangrijker, en het inwonertal daalde met 20%, waardoor de werkloosheid beperkt bleef.

## Bezienswaardigheden
- Van het kasteel van de hertogen van Bourbon is slechts een donjon overgebleven, die men La mal-coiffée ("de slecht gekapte vrouw") noemt, vanwege het dak dat niet bij de rest van het gebouw past. Het gebouw dateert uit het eind van de 14e eeuw en is 45 meter hoog. In de Tweede Wereldoorlog gebruikte de Duitse bezetter het gebouw als gevangenis. Die functie behield het na de bevrijding nog tot 1984.

- De kathedraal was oorspronkelijk een collegiale kerk. Het koor is gebouwd in flamboyant gotische stijl, terwijl het schip en de torens van de façade in 19e-eeuwse neogotische stijl zijn opgetrokken. In de kerk bevindt zich de triptiek van de "Meester van Moulins".

- De  Sacré Cœur, een parochiekerk die in 1869 is voltooid, geldt als een geslaagd voorbeeld van neogotische kerkarchitectuur.

- De Tour Jacquemart is een belfort dat gebouwd werd tussen 1451 en 1455. In 1655 en 1946 werd het belfort beschadigd door brand, maar het werd beide keren hersteld. De toren is genoemd naar de jaquemarts, die er in 1656 in zijn aangebracht. Tegenover de toren staat het stadhuis, dat in het begin van de 19e eeuw is gebouwd.

- De Pont Régemortes, de stenen brug over de Allier tegenover het stadscentrum, heeft de status van bouwkundig monument. De brug is genoemd naar de ingenieur, die in 1751 het ontwerp bij de koning van Frankrijk indiende. De bouw duurde van 1753 tot 1763. Vanaf de brug heeft men een fraai uitzicht over de oude stad.

- Op het adres Place de l'Allier 49 staat sinds 1899 een monumentaal Grand Café. Het geldt als een monument van de art nouveau van nationaal belang. Bekende personen, zoals Georges Simenon en Coco Chanel, waren er vaak te gast. Het gebouw, waar regelmatig films zijn opgenomen, heeft de status van historisch monument.

- In de binnenstad staan een aantal schilderachtige oude huizen uit de 17e, 18e en 19e eeuw.

- De Allier, die voor grote schepen niet bevaarbaar is, leent zich voor watersport, zoals kanovaren en kajakken. Zwemmen in de rivier is verboden.

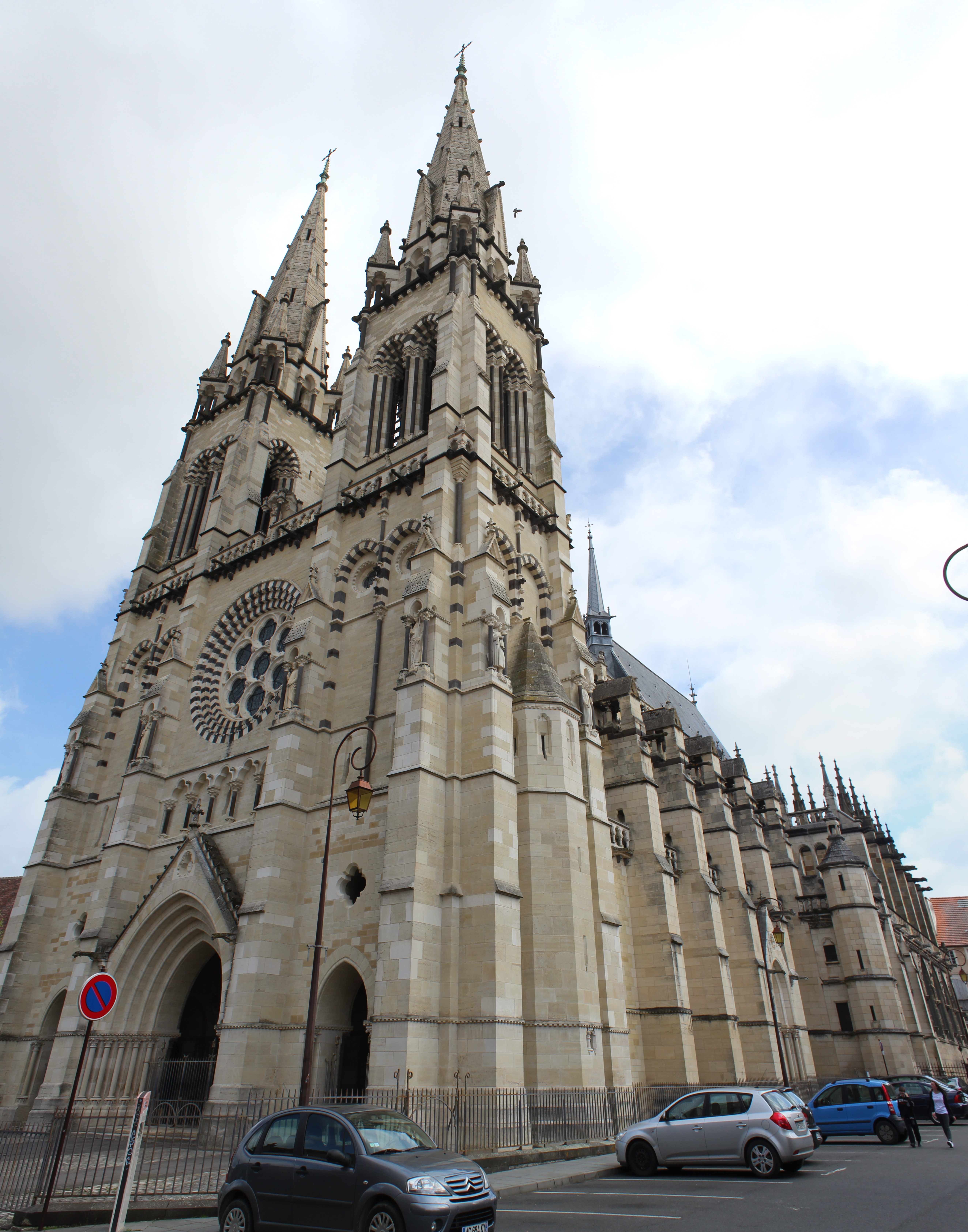
Kathedraal
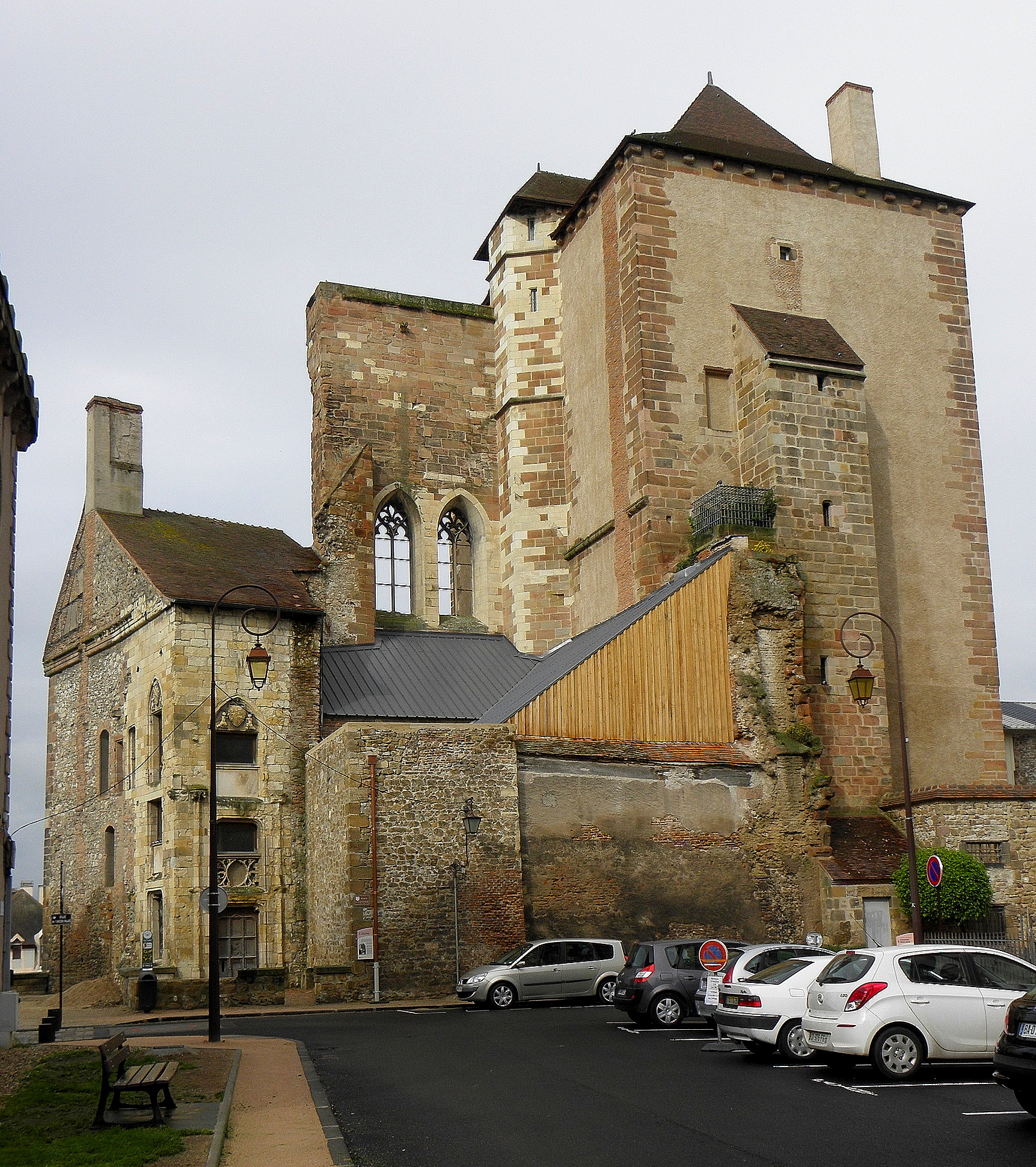
Château des Ducs de Bourbon
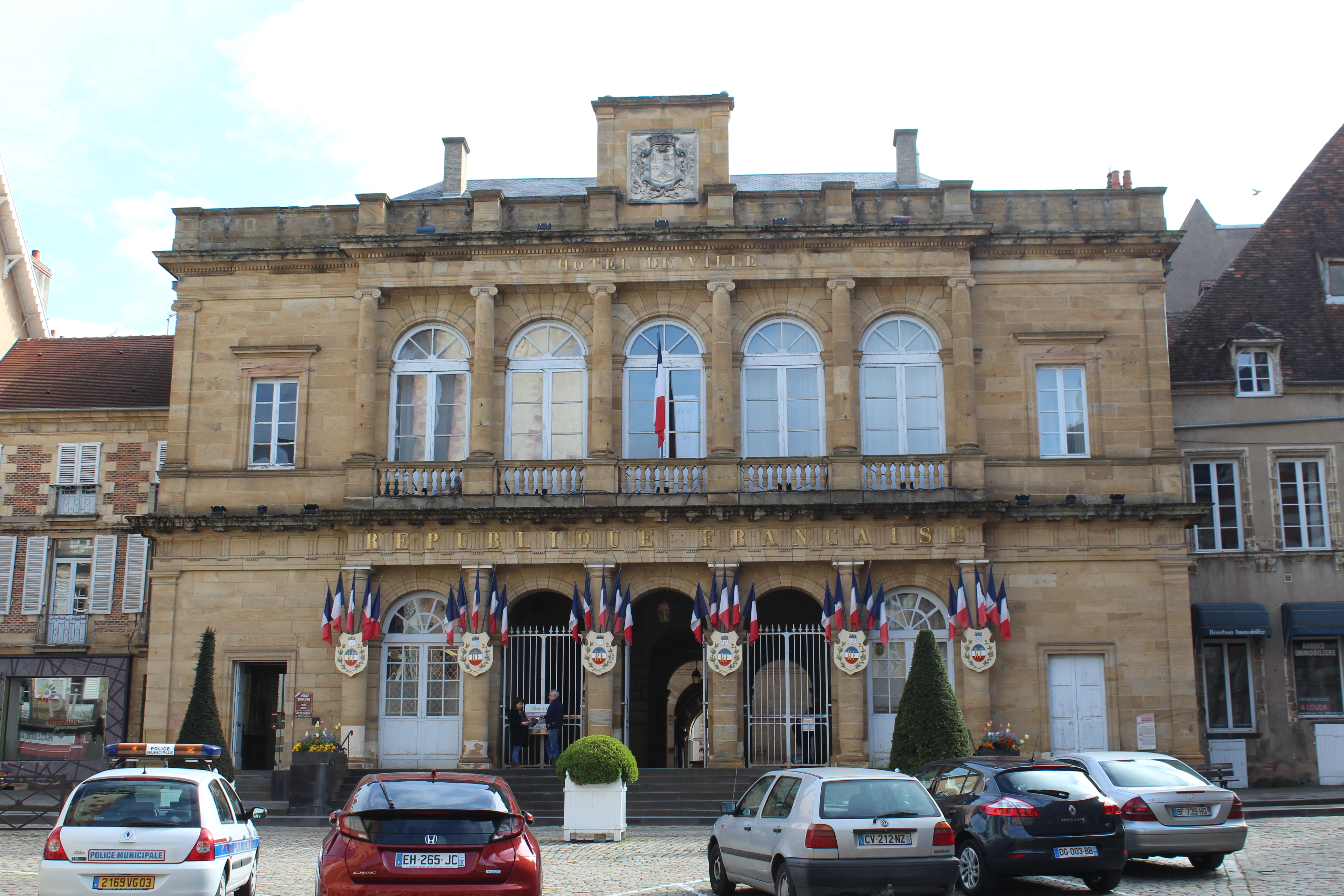
Stadhuis
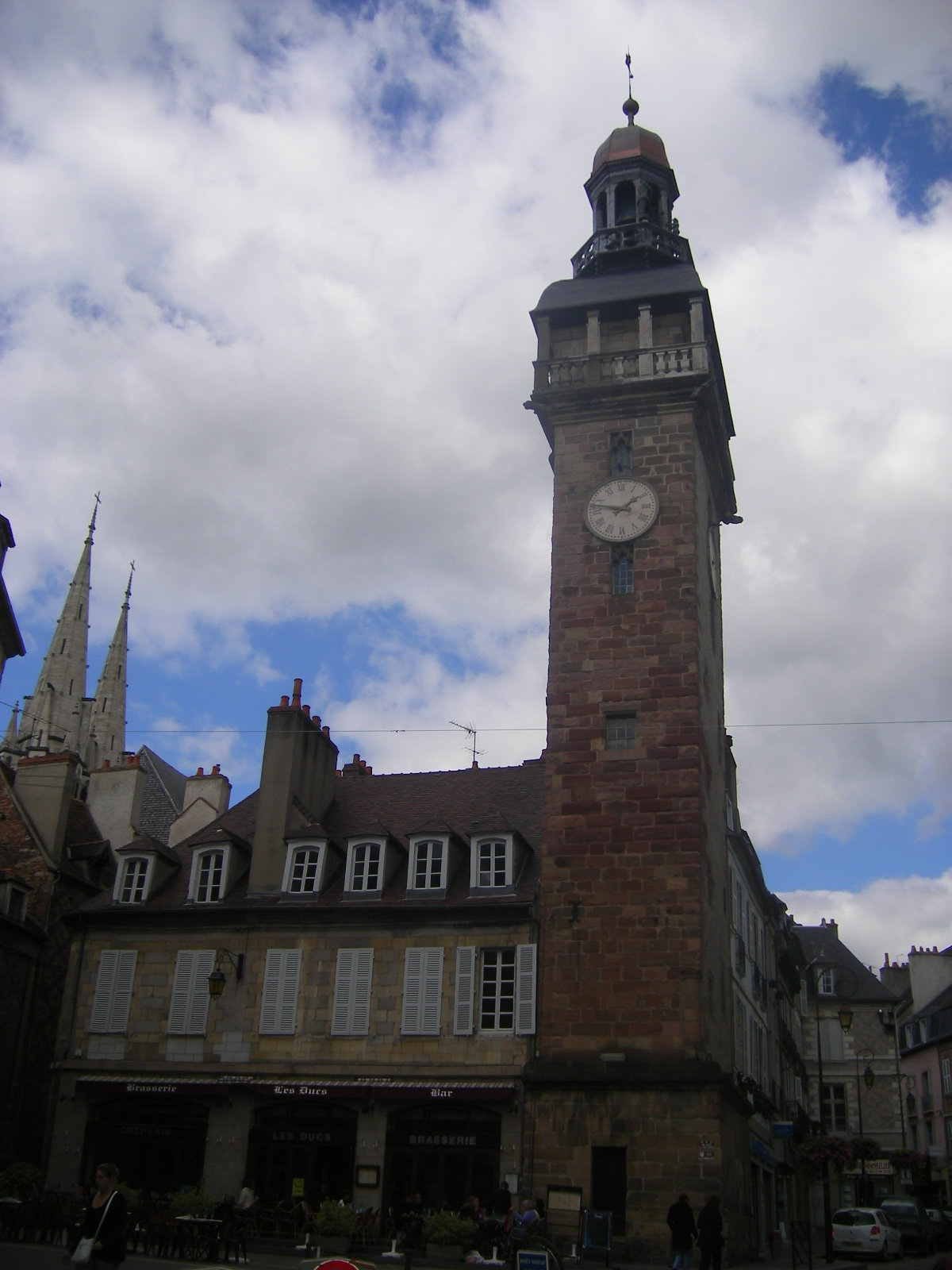
Tour Jacquemart
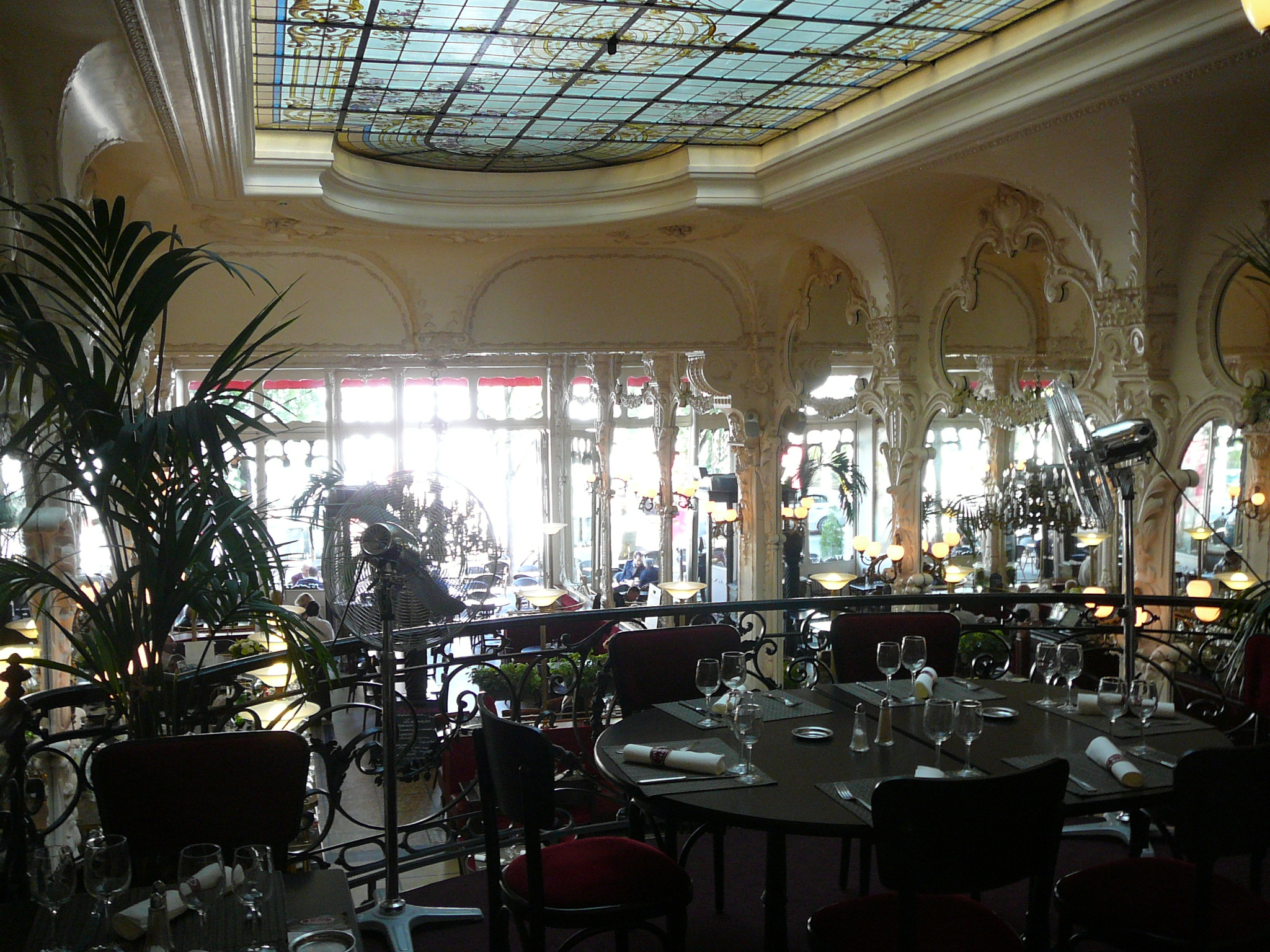
Grand Café
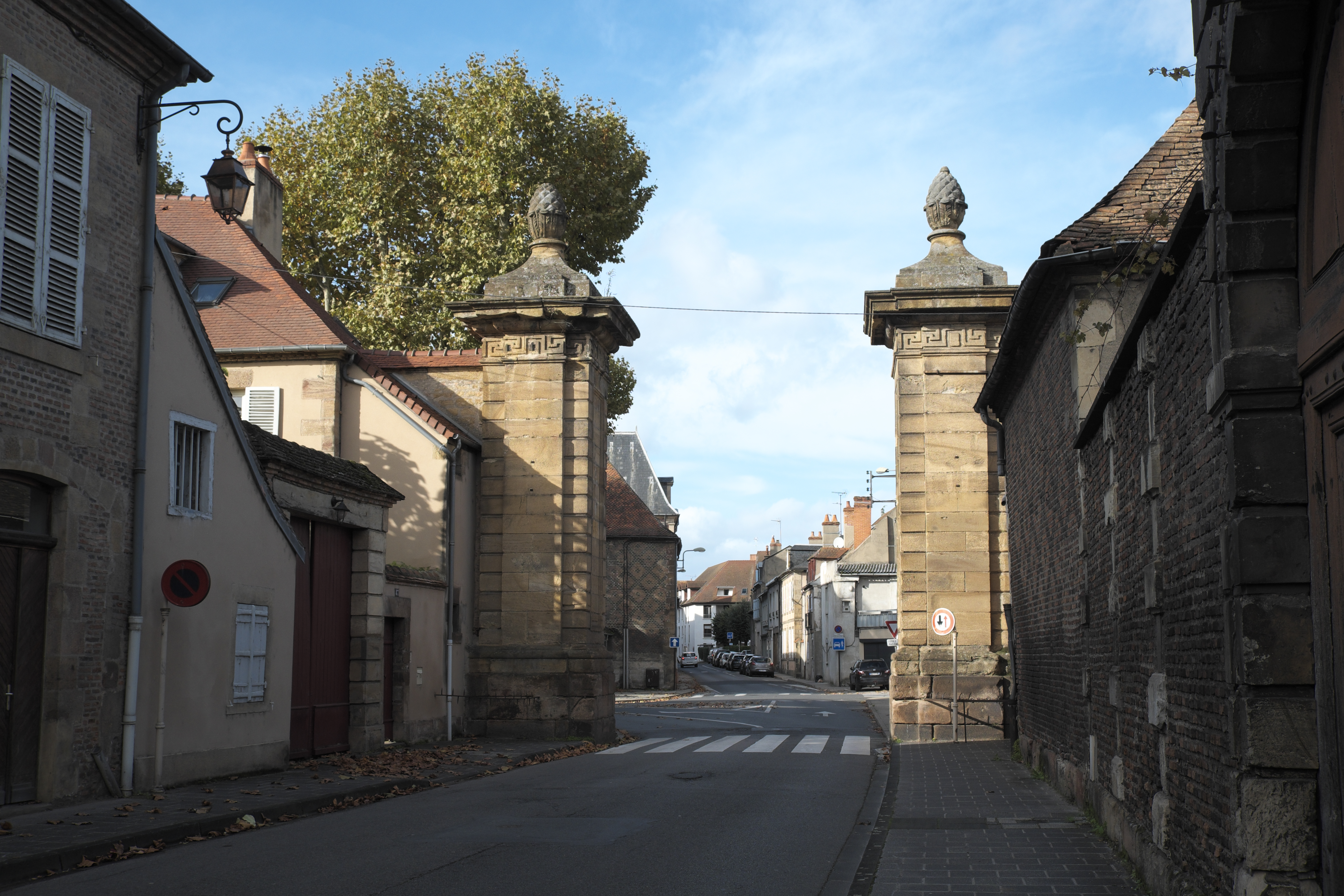
Porte de Paris
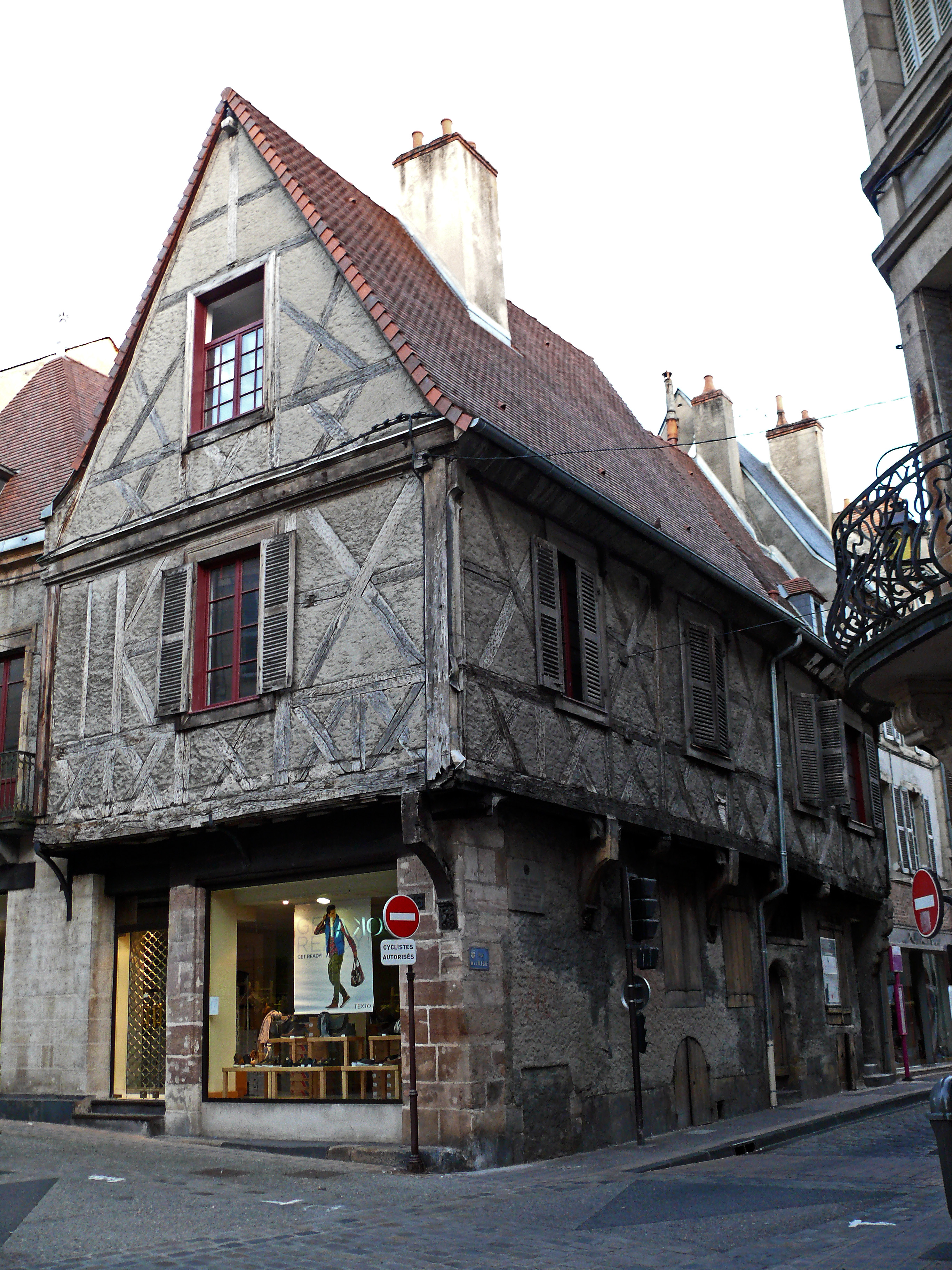
Maison de Jeanne d'Arc
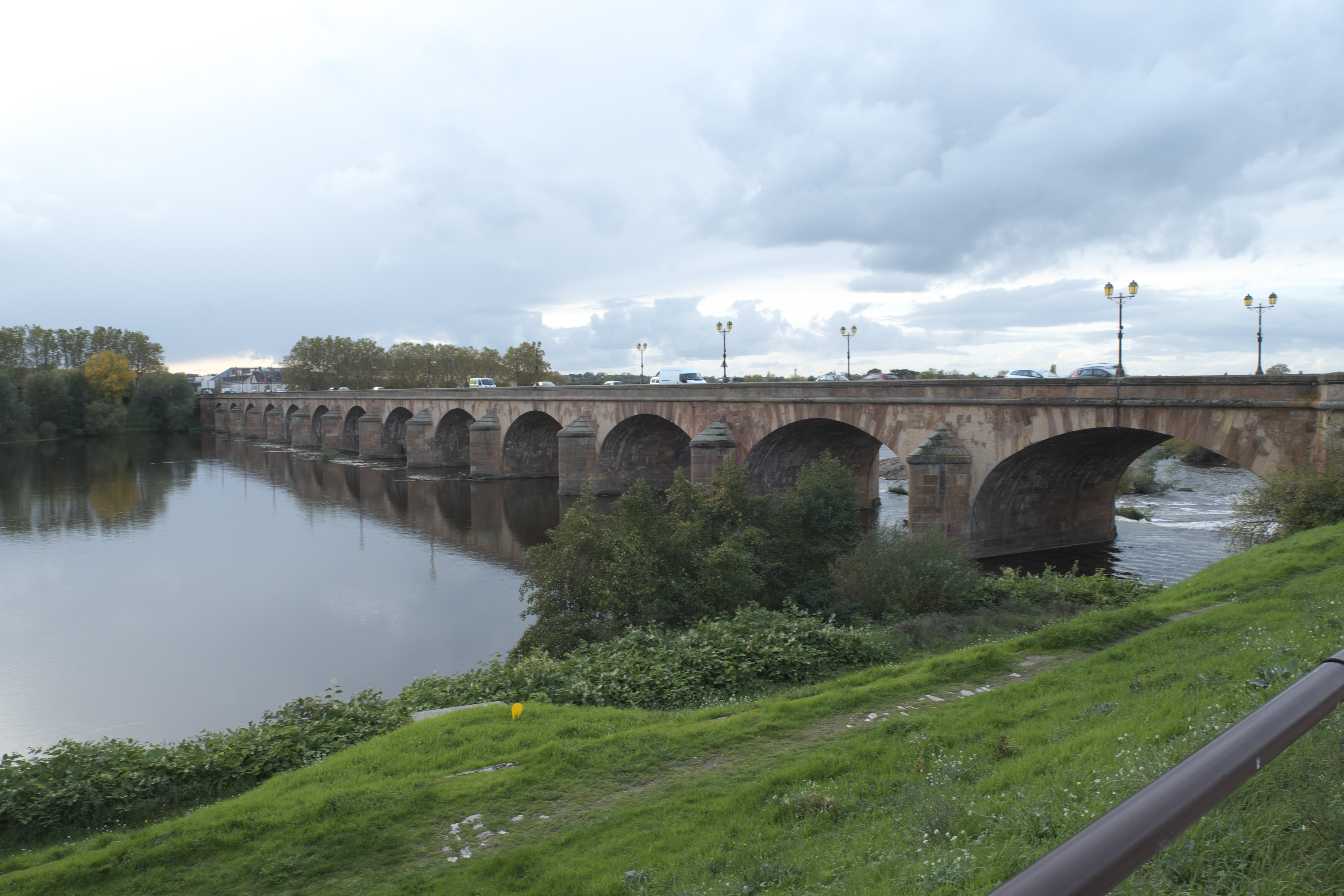
Pont Régemortes

### Musea
- Het Centre national du costume de scène (CNCS) is een museum voor toneel-, opera-, operette- en balletkostuums en -rekwisieten. Het geldt als een museum van groot nationaal belang en is gevestigd in een achttiende-eeuws kasteelachtig gebouw, een voormalige cavaleriekazerne, in de Madeleine-wijk.
- Het Musée Anne-de-Beaujeu heeft een collectie van archeologische vondsten (met een grote verzameling Gallo-Romeinse aardenwerken figurines), historische messen en faience die lokaal werden geproduceerd, beeldhouwwerken en schilderijen. Het museum is gevestigd in het renaissancepaviljoen van het kasteel van de hertogen van Bourbon.[4]

## Geografie
Moulins ligt voor het grootste deel aan de oostkant (rechteroever) van de rivier de Allier. De stadswijk aan de westkant van de Allier heet (la) Madeleine. Circa 50 km in noordelijke richting ligt Nevers, ongeveer 70 km in zuidwestelijke richting ligt Montluçon.
De oppervlakte van Moulins bedroeg op 1 januari 2022 8,61 vierkante kilometer; de bevolkingsdichtheid was toen 2.246,7 inwoners per km².
De onderstaande kaart toont de ligging van Moulins met de belangrijkste infrastructuur en aangrenzende gemeenten.

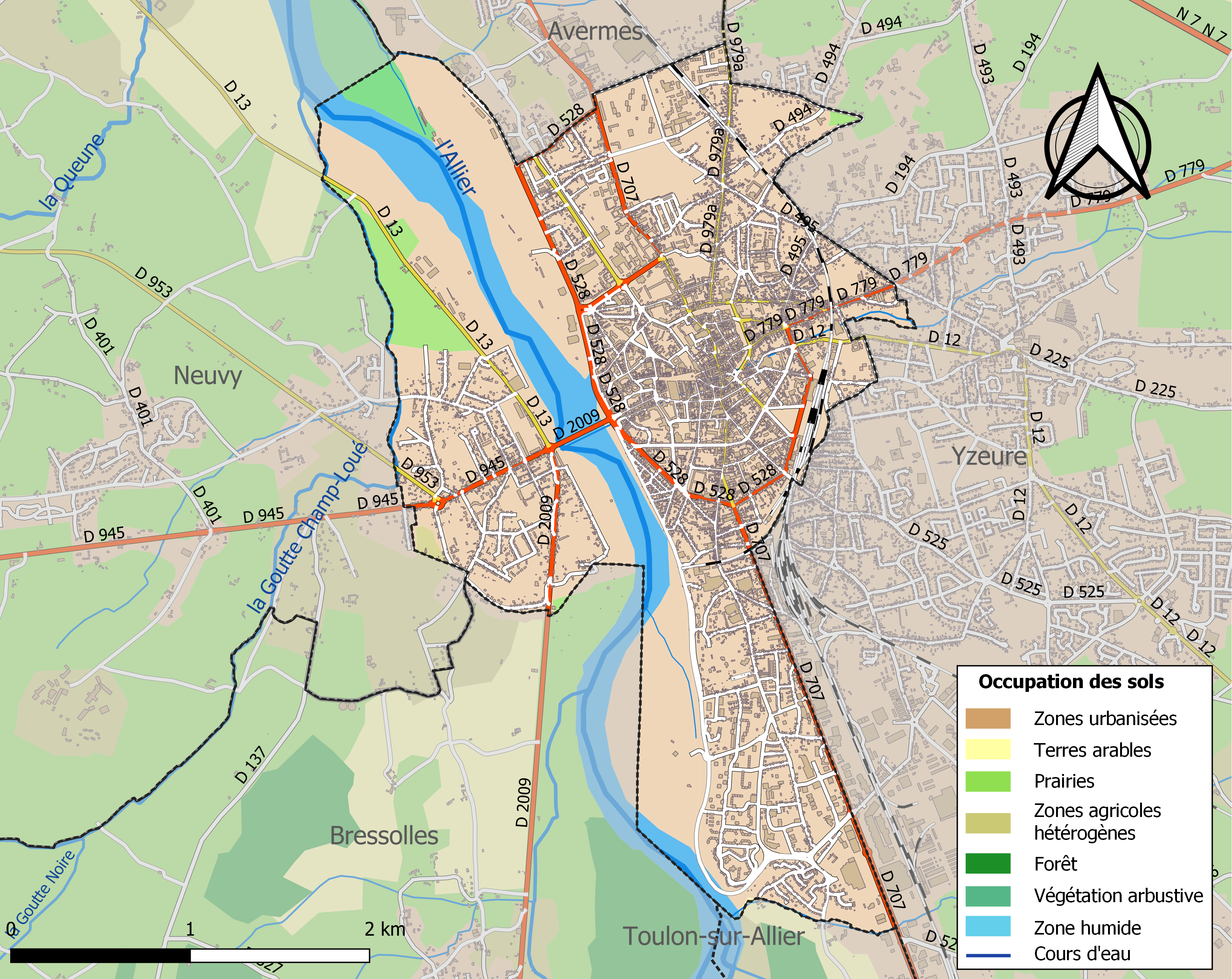

## Verkeer en vervoer
De stad ligt niet binnen 40 km nabijheid van autosnelwegen. Wel is de oostelijke rondweg om de stad zelf, deel van de N7 Nevers- Moulins- Lapalisse, als autoweg met gescheiden rijbanen en ongelijkvloerse kruisingen uitgevoerd. Wie de bij het stadscentrum gelegen brug over de Allier oversteekt, kan vandaar over departementale wegen 23 km westwaarts rijden naar Bourbon-l'Archambault of 32 km zuidwaarts naar Saint-Pourçain-sur-Sioule, en vandaar verder zuidwaarts naar Riom en Clermont-Ferrand.
Aan de oostrand van het stadscentrum ligt spoorwegstation Moulins-sur-Allier. Van hieruit rijden treinen naar o.a. Vichy, Nevers, Montluçon en Clermont-Ferrand. Vanuit Nevers rijden sommige intercity-treinen door naar station Parijs-Bercy en andere naar Nantes.
Circa 7 km ten zuidoosten van het stadscentrum bevindt zich een klein vliegveld met de naam Aérodrome de Moulins - Montbeugny, met IATA-luchthavencode XMU en ICAO-code LFHY. Het wordt gebruikt voor hobby- en kleine zakenvliegtuigjes. Het heeft drie start- en landingsbanen waarvan de langste verhard is en 1300 meter lang is. Er is geen luchtverkeersleiding aanwezig. 
Langs de Allier lopen diverse fietsroutes.

## Economie
De dienstensector, het midden- en kleinbedrijf  en het toerisme zijn bepalend voor de economie van de stad.

## Sport
Moulins was één keer etappeplaats in wielerkoers Ronde van Frankrijk. Op 12 juli 2023 won de Belg Jasper Philipsen er een etappe. Daarnaast is Moulins meermaals opgenomen in het parcours van Parijs-Nice.

## Demografie
In 2017 woonden er 19.664 mensen. Onderstaande figuur toont het verloop van het inwoneraantal van Moulins vanaf 1968.

Vanwege een beveiligingsprobleem met de MediaWiki Graph-software is het momenteel niet mogelijk deze grafiek weer te geven. Zodra de software is bijgewerkt zal de grafiek vanzelf weer zichtbaar worden.

## Geboren in Moulins
- Jean de Moulins (14e eeuw), inquisiteur en kardinaal
- Claude Louis Hector de Villars (1653-1734), veldheer van  koning Lodewijk XIV van Frankrijk
- James FitzJames, (1670-1734), Frans maarschalk, in de Spaanse Successieoorlog veldheer van  koning Lodewijk XIV van Frankrijk, onwettige zoon van de Engelse koning Jacobus II
- Théodore de Banville (1823-1891), schrijver en criticus
- Georges Bidault (1899-1983), interim-staatshoofd en minister-president
- Richard Bohringer (1942), Frans-Senegalees film- en toneelacteur en filmregisseur
- Daniel Vigne (1942), filmregisseur en scenarist
- Angélo Tulik (1990), wielrenner